# Accidente ferroviario de la Estación de Francia de 2017
El 28 de julio de 2017, se produjo un accidente ferroviario en la estación de Francia de Barcelona, cuando un tren de cercanías no frenó a tiempo y chocó contra el tope de final de vía. Como consecuencia de este evento, el morro del tren quedó destrozado, y 56 de los 70 pasajeros del convoy tuvieron que ser atendidos por los servicios médicos.
El tren, de la línea R2 Sur de Rodalies de Catalunya, venía de San Vicente de Calders. El accidente se produjo a las 07:15 de la mañana, cuando hacía la maniobra de estacionamiento al final de línea del andén de la vía 11. Según las primeras informaciones, los avisos de velocidad del tren habían funcionado correctamente, y la propia maniobra de entrada se había realizado de manera adecuada. Además, el vehículo había pasado hacía poco una revisión técnica.